# Punto di diramazione
In analisi complessa, un punto di diramazione (o di ramificazione) di una funzione polidroma (o multifunzione) è un punto del dominio in cui la funzione è discontinua se ristretta a una curva che gira attorno al punto in un intorno arbitrariamente piccolo del punto. Le funzioni polidrome sono studiate rigorosamente con le superfici di Riemann, e la definizione formale di punto di diramazione usa questo concetto.

## Tagli
Grosso modo, i punti di diramazione sono i punti nei quali i vari rami della multifunzione si incontrano. Per esempio, la funzione radice quadrata ha due rami: uno con il segno positivo, e uno con il negativo. Un taglio è una curva nel piano complesso tale che è possibile definire un singolo ramo analitico di una multifunzione nel piano senza quella curva. I tagli sono solitamente, ma non sempre, fatti tra coppie di punti di diramazione.
I tagli permettono di lavorare con un insieme di funzioni a valore singolo "incollate" insieme lungo i tagli, invece che con una multifunzione.
Per esempio, per rendere la funzione {\displaystyle f(z)={\sqrt {z}}{\sqrt {1-z}}} a valore singolo, si fa un taglio lungo l'intervallo {\displaystyle [0,1]} dell'asse reale, che connette i due punti di diramazione della funzione.
La stessa idea può essere applicata alla funzione radice quadrata {\displaystyle f(z)={\sqrt {z}},} ma in questo caso si considera il "punto all'infinito" come "secondo punto di diramazione" da congiungere con {\displaystyle 0;} questo si può fare prendendo come taglio il semiasse reale negativo.
La tecnica dei tagli sembra arbitraria (e lo è), ma è molto utile, ad esempio nella teoria delle funzioni speciali. Una spiegazione invariante dei tagli è sviluppata nella teoria delle superfici di Riemann.

### Logaritmo complesso

Grafico della parte polidroma immaginaria della funzione logaritmo complesso, dove si vedono i rami. Mentre un numero complesso z gira intorno all'origine, la parte immaginaria del logaritmo va su e giù. Questo rende l'origine un punto di diramazione della funzione.

Un noto esempio di multifunzione è il logaritmo di un numero complesso. Un numero complesso z è esprimibile, con la formula di Eulero come {\displaystyle |z|e^{i\theta }}dove |z| è il modulo di z, e θ è l'argomento di z. Allora:
{\displaystyle \log(z)=\log(|z|e^{i\theta })=\log(|z|)+i\theta }
C'è ambiguità nella definizione dell'angolo θ, perché se sommiamo a θ un qualsiasi multiplo intero di 2π si ottiene un altro angolo, cioè un altro valore della funzione. Un ramo del logaritmo è una funzione continua che dà il logaritmo di z per ogni z in un insieme aperto connesso nel piano complesso.